# Florin Motroc
Florin Motroc (n. 8 august 1967, București) este un fost jucător român de fotbal care a jucat pe postul de mijlocaș, actualmente antrenor de fotbal și cadru didactic universitar. Tatăl său Ion Motroc a fost campion cu Rapid București în 1967.

## Cariera de jucător
- 1975-1986: jucător de fotbal al echipei F.C. Rapid București, categoria juniori.
- 1986-1987: jucător de fotbal al echipei F.C. Sportul Studențesc, categoria juniori.
- 1987-1989: jucător de fotbal al echipei F.C. Sportul Studențesc, categoria seniori, București, Divizia A.
- 1989-1990: jucător de fotbal al echipei Sportul 30 Decembrie, categoria seniori, Divizia B,
- 1990-1992: jucător de fotbal al echipei F.C. Argeș Pitești, categoria seniori, București, Divizia A,
- 1992-1993: jucător de fotbal al echipei F.C. Selena Bacău, categoria seniori, București, Divizia A ,
- 1993-1996: jucător de fotbal al echipei F.C. Rapid București, categoria seniori, București, Divizia A,
- 1996-1997: jucător de fotbal al echipei F.C. Ceahlăul Piatra Neamț, categoria seniori, București, Divizia A,
- 1997-1998: jucător de fotbal al echipei F.C. Farul Constanța, categoria seniori, București, Divizia A,
- 1998-1999: jucător de fotbal al echipei F.C. Sheriff Tiraspol – Republica Moldova, categoria seniori, Tiraspol, Divizia A,
- 2000-2001: jucător de fotbal al echipei U.M. Timișoara, categoria seniori, București, Divizia A (Prima Liga).
- Din 08. 2003 – până la 12. 2003: jucător de fotbal al echipei Al - Jahra Sports Club, Kuwait, Liga a 2-a în Kuwait,

### Statistică
- Meciuri jucate în Divizia A, România: 201 jocuri; goluri marcate 20.
- Meciuri jucate în echipa națională de tineret a României: 3 jocuri.
- Meciuri jucate în echipa națională divizionară a României: 5 jocuri.
- Meciuri jucate în Divizia B, România: 25 jocuri; goluri marcate 5.
- Meciuri jucate în Cupa U.E.F.A.: 8 jocuri, toate cu echipa FC Rapid București.
- Câștigător al Cupei Ligii din România / Editia 1993-1994, cu echipa FC Rapid București.
- Finalist al Cupei României / Ediția 1994-1995, cu echipa FC Rapid București.
- Câștigător al Cupei Moldovei / Ediția 1998-1999, cu echipa FC Sheriff Tiraspol.

## Cariera didactică
- Profesor de educație fizică și sport: 1990-1995.

```
1.Școala nr. 32 sector 2. București 1.09.1990 / Profesor.
2.Scoala nr. 11 .Pitesti 1.09.1990-31.08.1991 / Profesor.
3.Liceul Industrial “Tehnometalsector 6.București 1.09.1991-01.10.1995 Profesor.
```

- Asistent universitar, Disciplina FOTBAL, titular, Catedra de Jocuri Sportive, a A.N.E.F.S. București: 01.10.1995 - 01.09.1997. Asistent universitar.
- Direcția Tineret și Sport a jud. Constanța: 01.09.1997 - 01.09.1999. Inspector județean școlar.
- Lector universitar, Disciplina FOTBAL, titular, Catedra de Jocuri Sportive, a A.N.E.F.S. București: 1995-2002.
- Din 1999, candidat la titlul de Doctor în educație fizică și sport, cu lucrarea de doctorat: Metode moderne de ameliorare a pregătirii fizice și tehnice la nivelul juniorilor.
- Din 7 iunie. 2005, doctor în Educație Fizică și Sport.
- Din octombrie 2005 – până în 04. 2009, lector universitar, titular - Disciplina FOTBAL, Catedra de Jocuri Sportive din cadrul Facultății de Educație Fizică și Sport a Universității Constantin Brâncuși, din orașul Tg. Jiu.
- Din 1.10. 2007 până în 1.10. 2010 Cancelarul Facultății de Educație Fizică și Sport, din cadrul Universității “Constantin Brâncuși din Tg. Jiu.
- Din 05. 2009 până în 10. 2016 – Conferențiar universitar - Disciplina FOTBAL la Facultatea de Educație Fizică, Litere și Kinetoterapie din cadrul Universității „Constantin Brâncuși din Tg-Jiu,

### Cariera de antrenor
- 2001-2002: Antrenor secund al echipei de fotbal: "Al - Shabab Club Dubai", U.A.E. - Prima Liga din Emiratele Arabe Unite;
- 2002-2003: Antrenor principal al echipei de fotbal FC Rapid București - Echipa de tineret –speranțe (Under 21);
- 2003: Licența de antrenor, Categoria 1-a, (cea mai importantă categorie de antrenor de fotbal din România). Aceasta licenăț este echivalentă cu Licența PRO - U.E.F.A., acordată de U.E.F.A. în cadrul Convenției de Recunoaștere Mutuală a Calificărilor pentru Antrenori;
- Din 08. 2003 – până la 12. 2003: Antrenor secund și jucător de fotbal al echipei "Al - Jahra Sports Club"- Kuwait, din Liga a 2-a din Kuwait. Cu, "Al-Jahra Sports Club" a promovat în Prima Ligă din Kuwait;
- Din 01. 2004 – pâna la 06. 2004: Antrenor principal al echipei de fotbal "AL - JAHRA SPORTS CLUB" - KUWAIT, din Liga 1-a din KUWAIT. "AL-JAHRA SPORTS CLUB" a terminat campionatul pe locul 8 din 16 echipe;
- Din 07. 2004 – pâna la 02. 2005: Antrenor secund al echipei de fotbal "BANIYAS SPORTS CLUB", U. A. E. din Liga a 2-a din Emiratele Arabe Unite. Echipa “BANIYAS SPORTS CLUB" a PROMOVAT in PRIMA LIGA din U.A.E.;
- Din 03. 2005 – pâna la 09. 2005: Antrenor principal al echipei de fotbal: ROCAR A.N.E.F.S. București, din Divizia C din ROMANIA,
- Din 10. 2005 – pâna la 05. 2006: Antrenor secund al echipei de fotbal FC Pandurii Lignitul Târgu Jiu, Divizia A din ROMANIA,
- Din 05. 2006 – pâna la 06. 2006: Antrenor principal al echipei de fotbal FC Pandurii Lignitul Târgu Jiu, Liga 1 din ROMANIA,
- Din 07.2006 – pina la 09.2006 : Antrenor secund al echipei de fotbal FC Sportul Studențesc din București, Liga 2 din ROMANIA,
- Din 09. 2006 – pâna la 06. 2007: Antrenor principal al echipei de fotbal FC PREFAB MODELU, Liga 2 din ROMANIA,
- Din 07.2007 – pina in 07.2008 : Antrenor principal al echipei de fotbal FC RAPID II București, Liga a 3-a din ROMANIA,
- Din 07.2008 – pina in 03.2009 : Antrenor metodist al echipei de fotbal FC Sportul Studențesc din București, Liga a 2-a din ROMANIA,
- Din 03.2009 – pina in 08.2010 : Antrenor principal al echipei de fotbal FC Sportul Studențesc din București, Liga a 2-a din ROMANIA,
- Din 09.2010 – pina in 12.2010 : Antrenor metodist al echipei de fotbal FC Sportul Studențesc din București, Liga a 2-a din ROMANIA,
- Din 01.2010 – pina in 06.2010 : DIRECTOR al  Academiei de Fotbal a clubului FC FARUL CONSTANTA si Antrenor principal al echipei “FC FARUL II CONSTANTA , Liga 3 din ROMANIA,
- Din 01.08.2010 – pina in 15.12.2010: Antrenor secund al echipei AL TAAWON , din KSA / Buraydah City, din Saudi Professional League,
- Din 16.12.2010 – pina in 23.12.2012 : ANTRENOR PRINCIPAL al echipei AL TAAWON , din KSA / Buraydah City, din Saudi Professional League, Prima calificare in PLAY-OFF-ul Cupei Campionilor din KSA din istoria clubului Taawon , echipa care termina pe locul 7 (http://en.wikipedia.org/wiki/2010–11_Saudi_Professional_League );
- Din 1.06.2012 – pina 5.05.2013 : ANTRENOR PRINCIPAL la echipa de fotbal SHABAB AL ORDON CLUB, din Jordan Pro-League / Orasul Amman: CAMPION/CHAMPION al IORDANIEI si castigator al SUPERCUPEI/SUPERCUP Iordaniei.(http://www.youtube.com/watch?v=mh2lYyV7s5Y);
- Din 1.08.2013 – 1.06.2014 : ANTRENOR PRINCIPAL la echipa “AL RIFFA”, din Viva League / Manama - BAHRAIN / CAMPION și castigator al CUPA FEDERATIEI / FEDERATION CUP in BAHRAIN , Viva League / Manama -BAHRAIN,   (http://en.wikipedia.org/wiki/Riffa_S.C. , https://www.youtube.com/watch?v=PZgnNeDakBM);
- Din 15.07.2014 - 15.05.2015 : ANTRENOR PRINCIPAL la echipa "AL RAMTHA SC", din Iordania Pro - League - LOCUL 3;
- Din 1.08.2015 - 1.08.2017 : ANTRENOR PRINCIPAL la echipa "KAZMA SC" din Kuweit Proleague, CÂȘTIGĂTOR al CUPEI KUWEITULUI in 2016 , FINALIST in CUPA EMIRULUI in 2017 - LOCUL 4 în 2016 si LOCUL 5 in 2017;
- Din 1.08.2017 - 31.12.2017 : ANTRENOR PRINCIPAL la echipa "DHOFAR SC" din OMAN Proleague/ CÂȘTIGĂTOR al Supercupei Omanulu i.( http://www.gsp.ro/international/stranieri/video-foto-florin-motroc-a-castigat-supercupa-omanului-in-fata-lui-ilie-balaci-520506.html);
- Din 1.01.2018 - 15.05.2018 : ANTRENOR PRINCIPAL la echipa "AL RAMTHA SC", din Iordania Pro-League - LOCUL 4 ;
- Din 1.08.2018 - 1.06.2019 : ANTRENOR PRINCIPAL la echipa "AL JABALIN ", din Arabia Saudită League 2- LOCUL 11.
- Din 1.08.2019 - 1.09.2019 : ANTRENOR PRINCIPAL la echipa "AL SHABAB SC", din Kuwait Pro-League.
- Din 1.09.2019 - 1.03.2023 : ANTRENOR PRINCIPAL la echipa "EAST RIFFA", din Bahrain Pro-League - LOCUL 2 (2020/2021); LOCUL 6 (2021/2022); LOCUL 9 (2022/2023);FINALIST in Cupa Federatiei Bahrainului(2021);FINALIST in SUPERCUPA Bahrainului și FINALIST in Cupa Regelui Bahrainului in 2022 (ultimele 2 finale pierdute la 11m). Finalist in AFC CUP zona de vest (2022)!

TROFEE CÂȘTIGATE: 
- DHOFAR SC (2017) - in Oman Pro League - Câștigător al SUPERCUPEI OMANULUI (http://www.gsp.ro/international/stranieri/video-foto-florin-motroc-a-castigat-supercupa-omanului-in-fata-lui-ilie-balaci-520506.html).
- KAZMA SC (2016-2017) - in KUWAIT PRO LEAGUE./ Loc 5 / FINALIST al Cupei Emirului .
- KAZMA SC (2015-2016) - in KUWEIT PRO LEAGUE./ Loc 4 / Castigator al Cupei Federației in Kuweit 2015-2016 (http://m.prosport.ro/fotbal-extern/campionate-externe/trofeu-pentru-un-roman-in-kuweit-florin-motroc-a-castigat-cu-echipa-sa-kazma-cupa-federatiei-am-intors-scorul-de-la-0-1-am-intrat-cu-o-alta-atitudine-in-repriza-a-doua-fara-frica-14882511).
- AL RAMTHA SC (2014-2015) - in JORDAN PROLEAGUE./ LOC 3 / Semifinalist Cupa Iordaniei 2014-2015.
- AL Riffa (2013-2014) - CAMPION / CHAMPION  in Bahrain si castigator la FEDERATION CUP of Bahrain - 2013-2014.                         (http://us.soccerway.com/coaches/florin-motroc/180138/,https://www.youtube.com/watch?v=PZgnNeDakBM%5Bnefuncțională%5D ).
- Al Shabab Al Ordon (2012-2013) - CAMPION / CHAMPION  în JORDAN PROLEAGUE si castigator al SUPERCUPEI IORDANIEI-2012-2013.                              (http://us.soccerway.com/coaches/florin-motroc/180138/ ).
- Al Taawon FC (2010-2012) - LOCUL 7 si LOCUL 9 în PRO LIGA (prima liga) din Arabia Saudită.
- Al Jahra (2003-2004)- PROMOVARE IN PRIMA LIGA din KUWAIT.
- Baniyas (2004-2005)- PROMOVARE IN PRIMA LIGA din UAE.
- AL SHABAB DUBAI (2001-2002)- SALVARE DE LA RETROGRADARE din prima liga din UAE.